# سلسلة راتيكون
سلسلة راتيكون هي سلسلة جبال من جبال الألب الشرقية الوسطى، وتقع على الحدود بين مقاطعة فورارلبرغ وليختنشتاين وكانتون غراوبوندن. وهي الحدود الجيولوجية بين جبال الألب الشرقية والغربية وتمتد من مونتافون حتى نهر الراين.
تشتق السلسلة اسمها من رائيتيا وهي مقاطعة تابعة للإمبراطورية الرومانية. تتكون أجزاء كبيرة من السلسلة من صخور رسوبية (الحجر الجيري). من وجهة نظر جيولوجية تم تعيين شمال غرب راتيكون لجبال الألب من الحجر الجيري الشمالي، بينما ينتمي جنوب غرب راتيكون إلى قائمة جبال الألب الغربية.